# Polestar 3
De Polestar 3 is een vijfdeurs volledig elektrisch aangedreven SUV geproduceerd door het Chinees-Zweedse merk Polestar.

## Geschiedenis
De Polestar 3 – het derde model van het merk na de Polestar 1 en 2 – werd op 12 oktober 2022 tijdens een lanceringsevent In Kopenhagen voor het eerst aan het publiek getoond. Volgens planning moesten de eerste auto's eind 2023 worden uitgeleverd, maar door softwareproblemen werd de productie van het model uitgesteld, totdat de productie in de Chengdu-fabriek in China in februari 2024 officieel werd gestart.

## Kenmerken
De Polestar 3 is de eerste SUV van het merk en maakt gebruik van het Volvo Scalable Product Architecture 2 (SPA2)-platform, waar ook het zustermodel de Volvo EX90 gebruik van maakt. Hoofdontwerper van de auto is Nahum Escobedo.

## Galerij

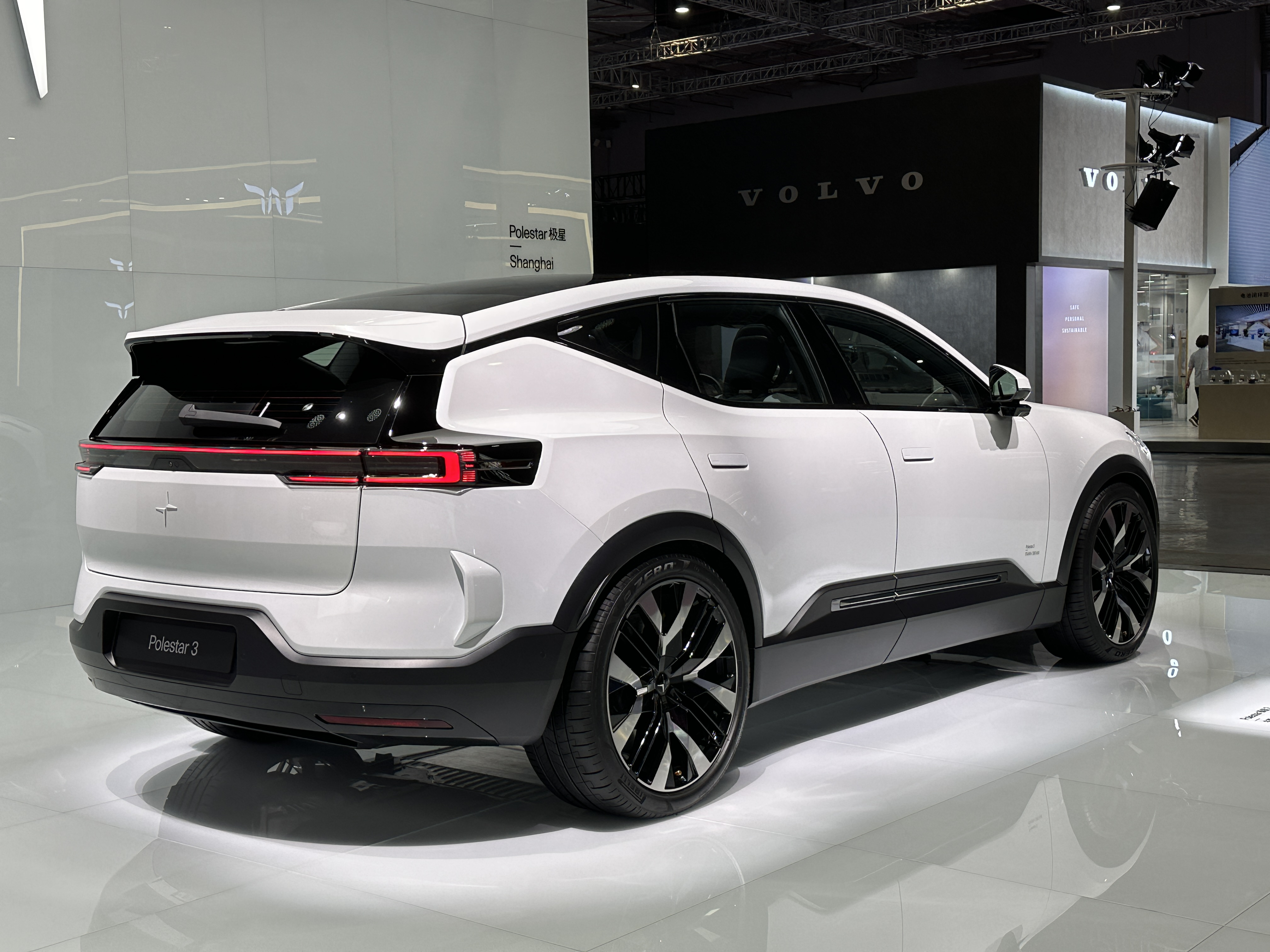
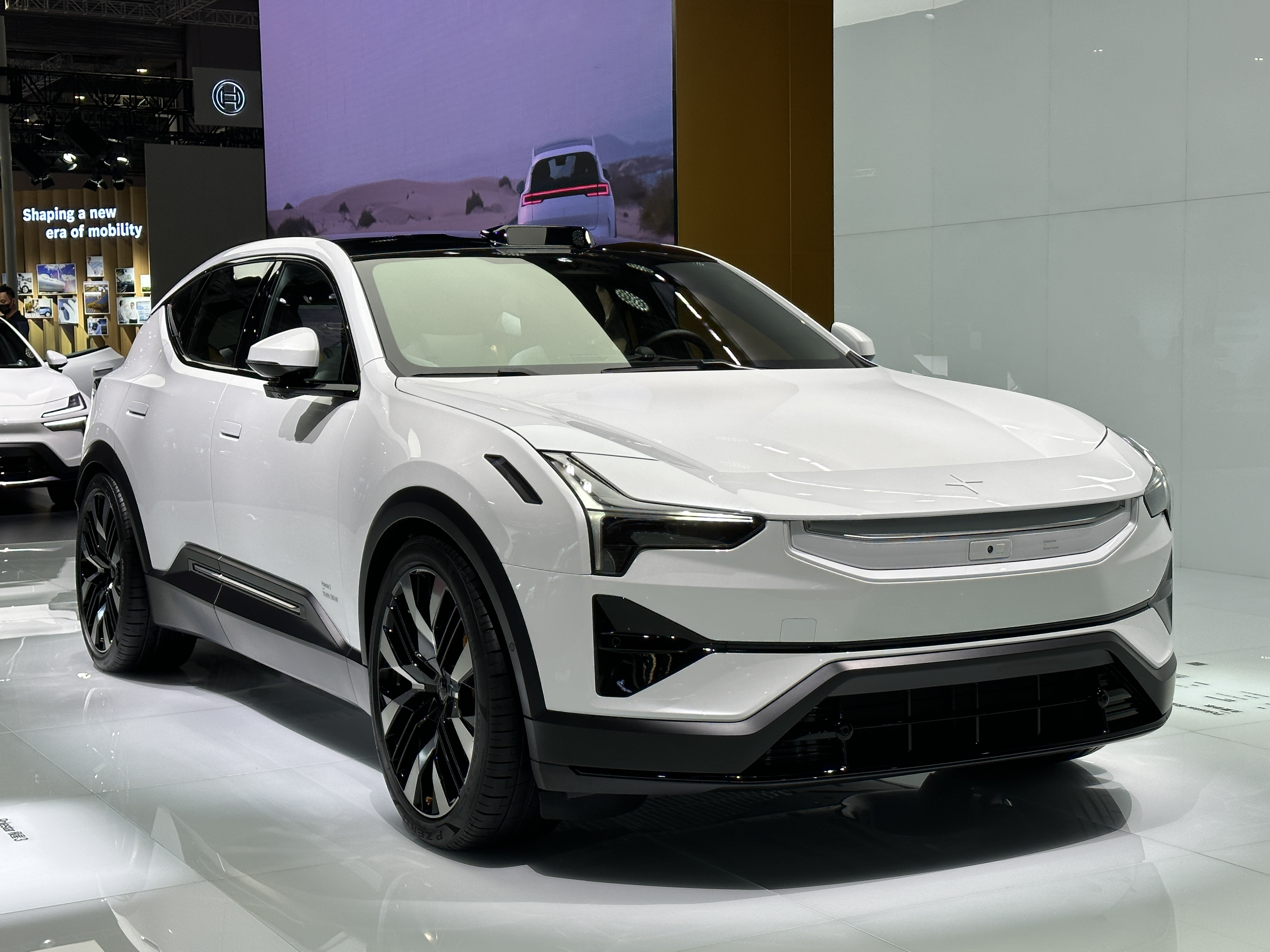
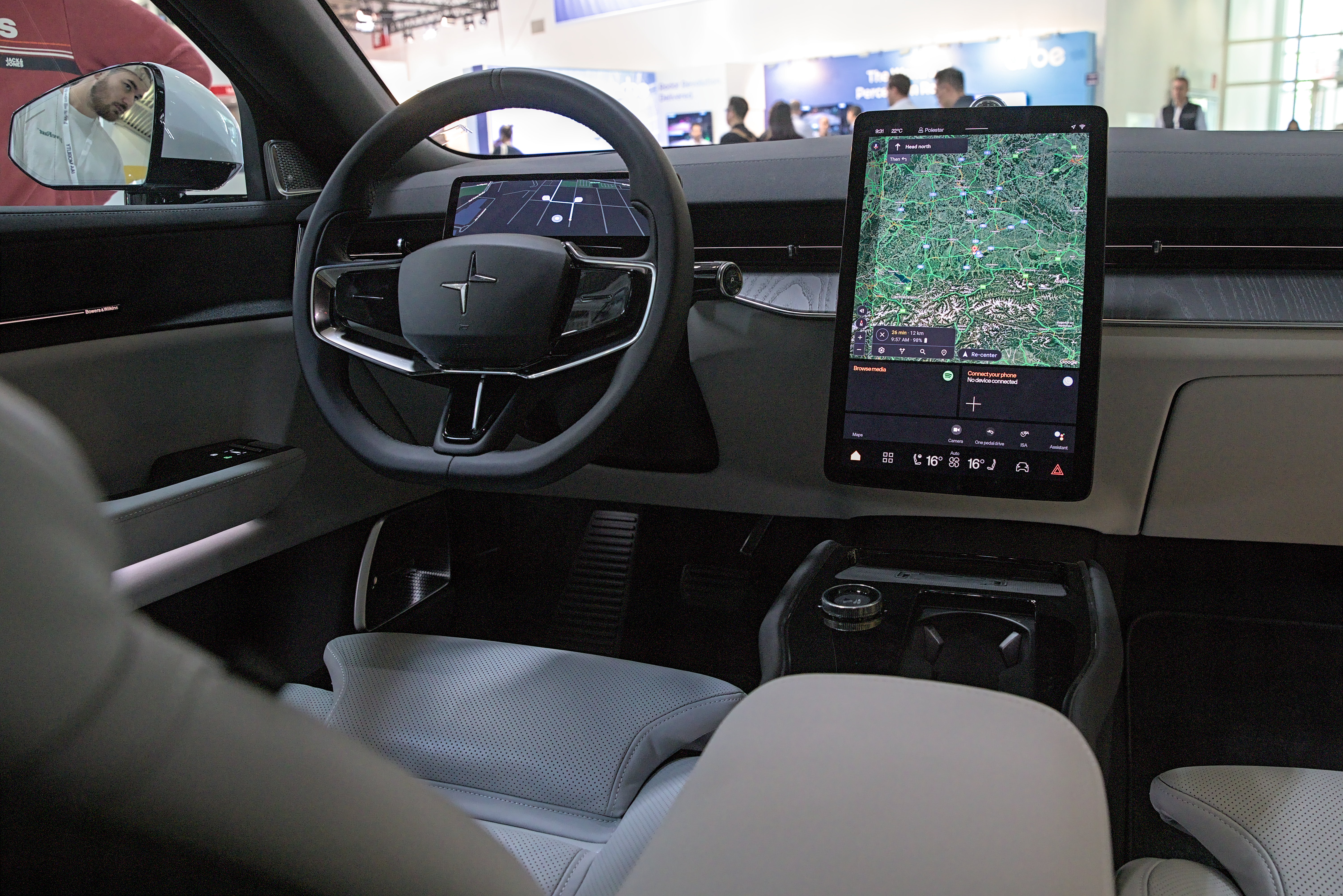
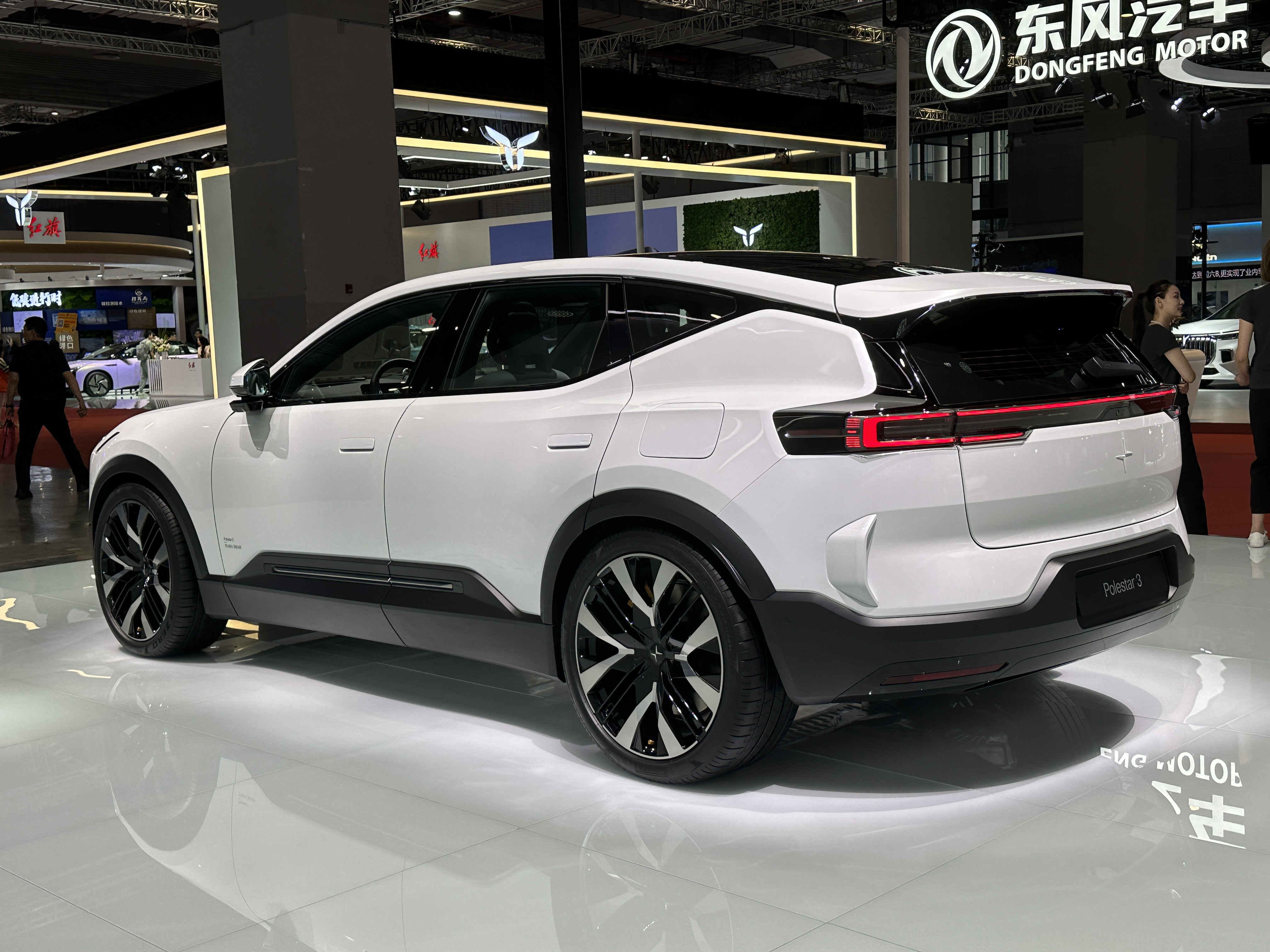

### Motoren
Vanaf de introductie werd de Polestar 3 aangedreven door twee elektromotoren die in de PlusPilot-variant samen goed zijn voor een vermogen van 360 kW (489 pk) en is gekoppeld aan een 111 kWh batterij waarmee een actieradius bereikt kan worden van 610 km (WLTP). Hiermee was de 3 in staat in 5,0 seconden naar 100 km/u te accelereren en een topsnelheid van 210 km/u te bereiken. De Performance-versie is wat sterker met een vermogen van 380 kW (519 pk). De acceleratie naar 100 km/u gaat drie tienden sneller dan de PlusPilot, de actieradius is 560 km (WLTP).

### Modelgamma
| Model                  | Vermogen        | Koppel | Accu (bruto cap.) | Aandrijving                   | Leverperiode | Acceleratie | Topsnelheid |
| ---------------------- | --------------- | ------ | ----------------- | ----------------------------- | ------------ | ----------- | ----------- |
| Dual Motor PlusPilot   | 360 kW (489 pk) | 840 Nm | 111,0 kWh         | 2 elektromotoren, vier wielen | n.n.b.       | 5,0 sec.    | 210 km/u    |
| Dual Motor Performance | 380 kW (519 pk) | 910 Nm | 111,0 kWh         | 2 elektromotoren, vier wielen | n.n.b.       | 4,7 sec.    | 210 km/u    |